# Sadská
Sadská (en allemand : Sadska) est une ville du district de Nymburk, dans la région de Bohême-Centrale, en République tchèque. Sa population s'élevait à 3 260 habitants en 2024.

## Géographie
Sadská est située sur la rive gauche de la Šembera (cs), un sous-affluent de l'Elbe. Un lac de carrière, le Jezero Sadská, s'est formé au XXe siècle dans une ancienne exploitation de sable. Sadská se trouve à 7 km au sud-ouest du centre de Nymburk et à 40 km à l'est-nord-est du centre de Prague.

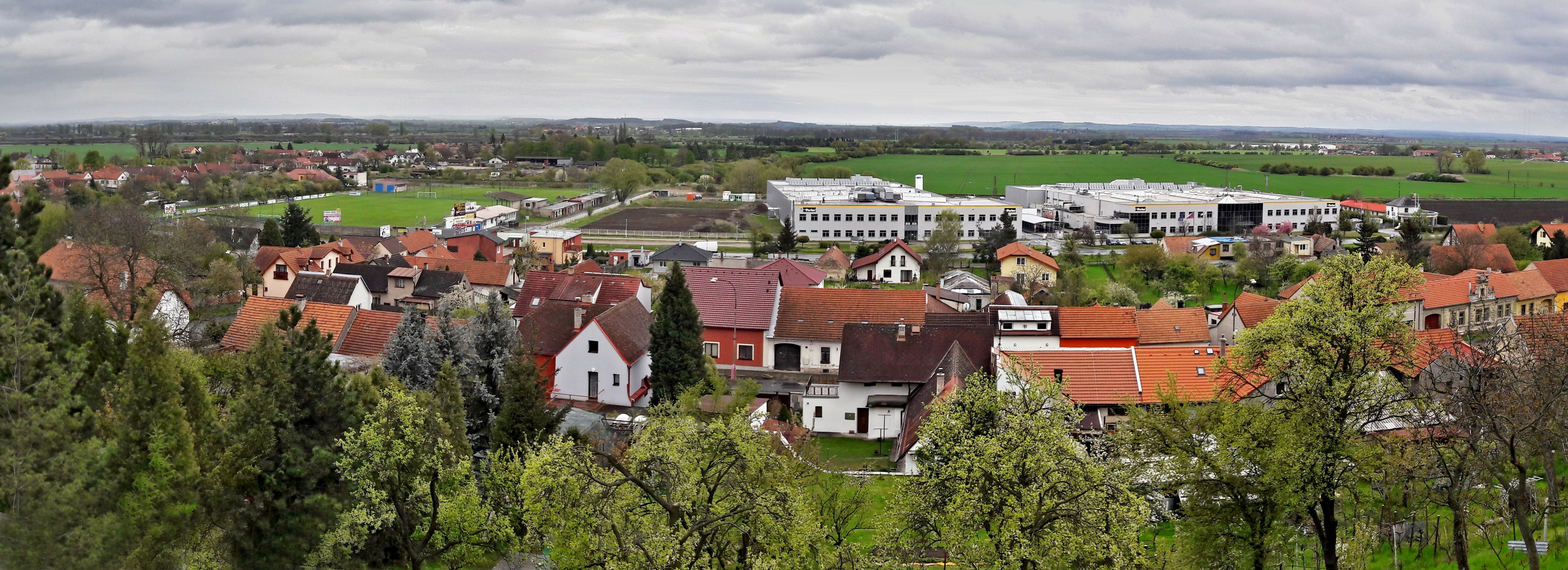
Panorama de Sadská.

La commune est limitée par Hradištko à l'ouest et au nord-ouest, par Kostomlátky au nord, par Písty au nord-est, par Zvěřínek et Kostelní Lhota à l'est, et par Milčice et Třebestovice au sud.

## Histoire
L'origine de la localité remonte au XIIe siècle. Elle a le statut de ville depuis 1784.